# Primula Goliardica
Primula Goliardica fu un gruppo politico universitario di estrema destra attivo a cavallo del 1968 all'Università La Sapienza di Roma. Il suo organo di stampa si chiamava Università 70.

## Storia
Per breve tempo il gruppo (pur godendo di una sua autonomia) fu nominalmente legato all'Unione Democratica per la Nuova Repubblica di Randolfo Pacciardi e i suoi aderenti, tra i quali Vittorio Sbardella, erano stati per questo chiamati pacciardiani.
Protagonista della stagione del Nazi-maoismo, raccolse adesioni anche tra i neofascisti e gli studenti di estrema destra del FUAN. Assieme ai gruppi di sinistra ed estrema sinistra, partecipò all'occupazione di alcune facoltà universitarie nel periodo della contestazione contro il sistema universitario e le baronie. Prese attivamente parte alla Battaglia di Valle Giulia il 1º marzo 1968.
Il 16 marzo 1968, prima delle elezioni politiche, però, il Movimento Sociale decise di intervenire direttamente alla Sapienza per stroncare le occupazioni, mobilitando i propri Volontari Nazionali. Alcune ricostruzioni affermano che i missini, guidati da Giulio Caradonna, andarono allo scontro con Lettere, facoltà occupata dagli studenti di sinistra, ma furono affrontati anche dai militanti di Primula Goliardica.
Gran parte degli aderenti, come Enzo Maria Dantini e Ugo Gaudenzi, confluì poi nell'organizzazione Lotta di Popolo.